# باشگاه فوتبال بروکنهورست
باشگاه فوتبال بروکنهورست (به انگلیسی: Brockenhurst Football Club) یک باشگاه فوتبال در شهر بروکنهورست، کشور انگلستان است که در سال ۱۸۹۸ میلادی تأسیس شده‌است.